# 宝交早生
宝交早生（ほうこうわせ）は、イチゴの品種名。宝塚市にあった兵庫県農業試験場宝塚分場で開発され、1960年（昭和35年）に発表された。

## 特徴
甘味と酸味のバランスが良く、果皮は軟らかいことが特徴。
外形がきれいな円錐形をしていることと、発表された当時のイチゴと比べると甘味が強く酸味が少なかったことで、瞬く間に人気品種となった。1980年代のイチゴ生産の5割以上は宝交早生であった。しかしながら、果皮が軟らかいため輸送時に傷みやすく、次第に市場には出回らなくなっていった。
育てやすいことから、家庭菜園向けの苗として人気が高い。

## 開発の経緯
兵庫県でのイチゴの栽培は1899年（明治32年）頃から鳴尾村（現・西宮市）から始まり、第二次世界大戦前には栽培面積は約430ヘクタールと日本一の規模であった。1952年（昭和27年）から1953年（昭和28年）にかけて根腐病が流行したことで、兵庫県農業試験場宝塚分場で耐病性をもち、早生種の開発に着手した。八雲種とタホー種を交配し、1960年（昭和35年）に「宝交早生」が発表された。
名称は「宝塚市の農業試験場で、交配によって開発された早生種」であることから。